# Майков, Владимир Владимирович
Влади́мир Влади́мирович Ма́йков (1863—1942) — русский археограф, палеограф и библиограф
, член-корреспондент АН СССР.

## Биография
Родился в Петербурге 16 апреля 1863 года в семье Владимира Николаевича Майкова и Екатерины Павловны Калиты (1836—1920). Племянник поэта А. Н. Майкова и академика Л. Н. Майкова.
Учился во 2-й петербургской гимназии. В 1882 году поступил в Санкт-Петербургский университет на историко-филологический факультет, который окончил по классическому отделению со степенью кандидата. В 1886 году поступил на службу по вольному найму в Археографическую комиссию, где работал с древнерусскими рукописями и заведовал библиотекой. В штате комиссии состоял до 1930 года.
С 1896 года — в Публичной библиотеке, на должности младшего помощника библиотекаря Русского отделения. С этого времени библиотека становится его основным местом работы вплоть до смерти. В 1900 году был переведён в Рукописное отделение, где занимался описанием как отдельных рукописей, так и целых коллекций. За время работы в Рукописном отделении Майковым было описано несколько тысяч рукописей XI—XIX веков.
В. В. Майков был членом Новгородского общества любителей древности, по приглашению которого приезжал в Новгород для чтения лекций. На XV Археологическом съезде в Новгороде в 1911 году представлял Археологический институт и Императорское общество любителей древней письменности. По постановлению Археологической комиссии подготовил и издал к съезду рукопись «Писцовая книга по Новгороду Великому конца XVI в.» (СПб., 1911).
В 1925 году был избран членом-корреспондентом АН СССР.
С 1909 года женат на литературоведе Марии Семёновне Боровковой (1879—1942).
В 1942 году Главный библиотекарь Публичной библиотеки.
Умер от дистрофии 21 февраля 1942 года во время Ленинградской блокады. Место захоронения неизвестно.

## Адреса
- 1942 — Ленинград, пр. Володарского, д. 51, кв. 45[6].